# Acontia phrygionis
Acontia phrygionis là một loài bướm đêm trong họ Noctuidae.